# Astragalus diopogon
Astragalus diopogon es una especie de planta del género Astragalus, de la familia de las leguminosas, orden Fabales.

## Distribución
Astragalus diopogon se distribuye por Pakistán (Baluchistán, Kurram y Waziristán), Afganistán (Paktia / Khost), Jammu y Cachemira.

## Taxonomía
Fue descrita científicamente por Bunge. Fue publicada en Mémoires de l'Academie Imperiale des Sciences de Saint Petersbourg 7, 11(16): 70 (1868).
Sinonimia
- Astragalus congestus Baker ex Aitch.